# Chang Chen-yue
Chang Chen-yue, conosciuto anche come A-yue (cinese tradizionale: 張震嶽; cinese semplificato: 张震岳; pinyin: Zhāng Zhènyùe; Wade-Giles: Chang Chen-yue; Su-ao, 2 maggio 1974), è un cantautore, chitarrista, DJ di musica dance ed attore taiwanese.
Il suo nome da DJ è DJ Orange. È meglio conosciuto per il suo singolo del 1998 Ai Wo Bie Zou. Oltre alla carriera solista, è il frontman di un gruppo che si chiama Free Night, conosciuto anche come Free9. 
In un suo recente LP, Useless Guy, Chang ha sperimentato anche la musica hip hop grazie ad una collaborazione con il rapper MC HotDog, nella canzone Wo Yao Qian ("Voglio i soldi"). La collaborazione è stata ripresa nel seguente EP di Chang, Goodbye. 
Egli è, inoltre, un attore. È apparso in un certo numero di film, tra i quali Connection by Fate (超級公民) del 1998, diretto da Wan Jen, che ha partecipato anche alla Mostra Internazionale d'Arte Cinematografica di Venezia.
Chang fa parte dell'etnia Amis, un gruppo di aborigeni taiwanesi.

## Discografia
- I Just Like You (就是喜歡你) (1993)
- Have the Flowers Bloomed Yet? (花開了沒有) (1994)
- This Afternoon is Very Boring (這個下午很無聊) (1997)
- Secret Base (秘密基地) (1998)
- Trouble (有問題) (2000)
- Orange (ORANGE電子音樂專輯) (2001)
- Orange 2 (ORANGE電子音樂專輯2) (2001)
- One Of These Days (等我有一天) (2002)
- Useless Guy (The Best Of) (阿嶽正傳) (2004)
- Malasun (EP) (馬拉桑)  (2005)
- Goodbye (EP) (再見) (2005)
- OK (2007)